# Mezdra
Mezdra (Bulgaars: Мездра) is een stad gelegen in het noordwesten van Bulgarije in de  oblast Vratsa. Mezdra ligt aan de linkeroever van de rivier Iskar, ten noorden van het Balkangebergte. Mezdra heeft sinds 31 augustus 1950 een stadsstatus, daarvoor was het officieel nog een dorp.

## Geografie
De gemeente is gelegen in het zuidwestelijke deel van de oblast Vratsa. Met een oppervlakte van 519,112 vierkante kilometer is het de derde van de tien gemeenten van de oblast, oftewel 14,34% van het grondoppervlakte. De grenzen zijn als volgt:
- het noorden - gemeente Vratsa;
- het oosten - gemeente Roman;
- het zuiden - gemeente Botevgrad, oblast Sofia;
- het westen - gemeente Svoge, oblast Sofia.

## Bevolking
Tijdens het communistisch regime groeide de bevolking van Mezdra in een rap tempo en bereikte volgens tellingen van het Nationaal Statistisch Instituut in 1985 een hoogtepunt met 13.709 inwoners. Sinds de val van het communisme heeft de regio echter te kampen met een sterke bevolkingsafname, met name op het platteland. Op 31 december 2020 telde de stad Mezdra 8.963 inwoners. De gemeente Mezdra, die ook de 27 nabijgelegen dorpen omvat, had een bevolking van 17.878 personen in dezelfde periode.
| Jaar            | 1934   | 1946   | 1956   | 1965   | 1975   | 1985   | 1992   | 2001   | 2011   | 2020   |
| stad Mezdra     | 1.886  | 2.979  | 6.487  | 9.796  | 12.701 | 13.709 | 13.006 | 12.445 | 10.918 | 8.963  |
| gemeente Mezdra | 30.377 | 31.133 | 32.554 | 33.547 | 33.608 | 31.023 | 28.987 | 25.879 | 21.748 | 17.878 |

### Religie

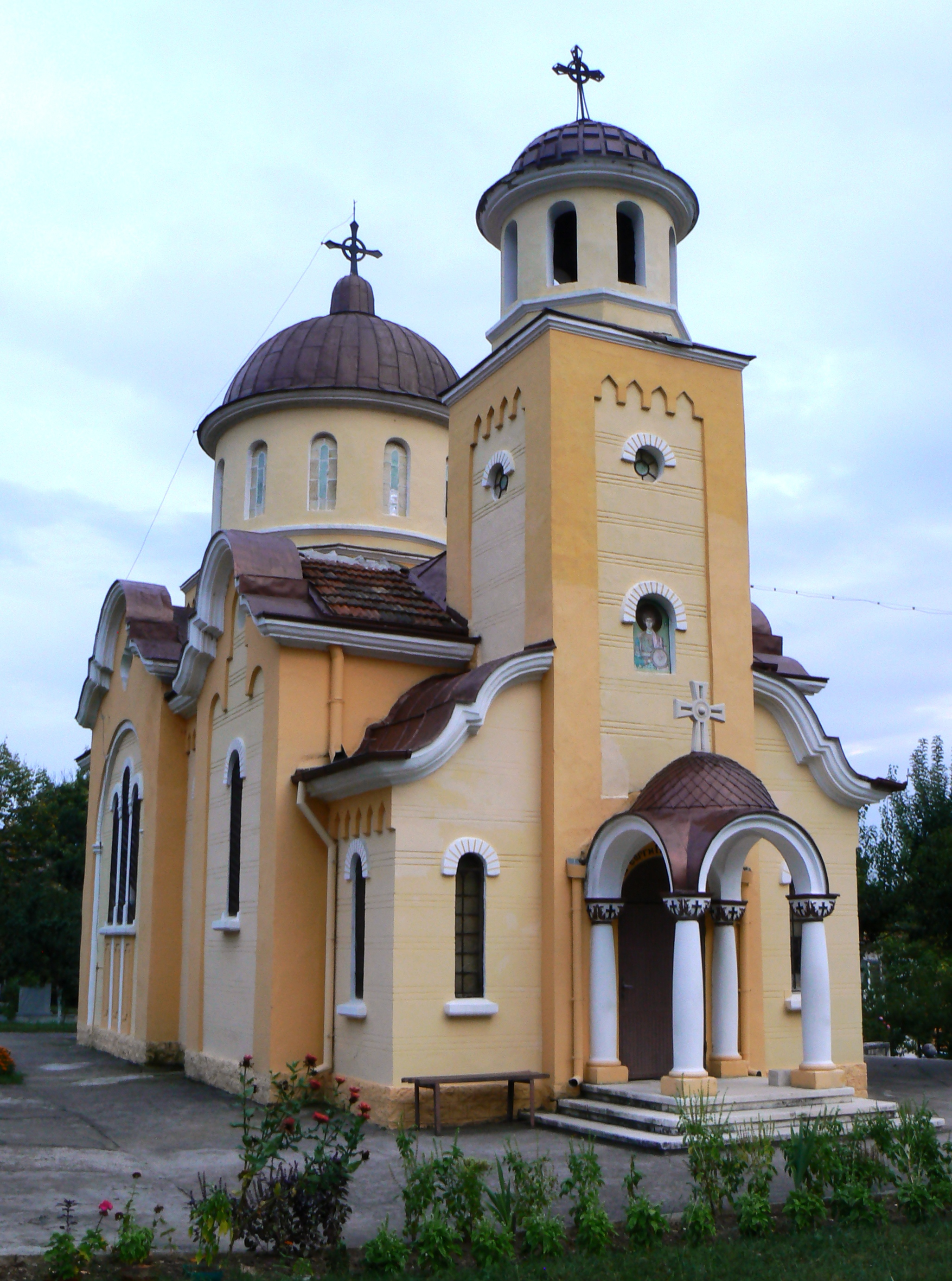
De Sint-Georgekerk van Mezdra

De laatste volkstelling werd uitgevoerd in februari 2011 en was optioneel. Van de 21.748 inwoners reageerden er 15.407 op de volkstelling. Van deze 15.407 respondenten waren er 12.679 lid van de Bulgaars-Orthodoxe Kerk, oftewel 82,3% van de bevolking. De rest van de bevolking had een andere religie of was niet religieus. 
| Religieuze samenstelling in februari 2011 | Religieuze samenstelling in februari 2011 | Religieuze samenstelling in februari 2011 | Religieuze samenstelling in februari 2011 | Religieuze samenstelling in februari 2011 |
| ----------------------------------------- | ----------------------------------------- | ----------------------------------------- | ----------------------------------------- | ----------------------------------------- |
|                                           |                                           |                                           |                                           |                                           |
| Bulgaars-Orthodoxe Kerk                   | Bulgaars-Orthodoxe Kerk                   |                                           | 82,3%                                     | 82,3%                                     |
| Katholieke Kerk                           | Katholieke Kerk                           |                                           | 0,4%                                      | 0,4%                                      |
| Protestantisme                            | Protestantisme                            |                                           | 0,5%                                      | 0,5%                                      |
| Islam                                     | Islam                                     |                                           | 0,1%                                      | 0,1%                                      |
| Geen                                      | Geen                                      |                                           | 10,0%                                     | 10,0%                                     |
| Anders/ Onbekend                          | Anders/ Onbekend                          |                                           | 6,6%                                      | 6,6%                                      |

## Kernen
De gemeente Mezdra bestaat naast de stad Mezdra uit de volgende (27) dorpen:
| - Bodenets - Broesen - Darmantsi - Dolna Kremena - Elisejna - Gorna Besjovitsa - Gorna Kremena - Ignatitsa - Kalen | - Krapets - Kreta - Lik - Ljoetibrod - Ljoetidol - Moravitsa - Oselna - Oslen Krivodol - Otsjindol | - Rebarkovo - Roeska Bela - Staro Selo - Tiptsjenitsa - Tsakonitsa - Tsarevets - Varbesjnitsa - Zlidol - Zverino |

## Sport
De voetbalclub Lokomotiv Mezdra (ПФК Локомотив Мездра) is afkomstig uit Mezdra.

## Zusterstad
Mezdra is verzusterd met de stad Mammola in Italië.

## Geboren
- Vitomir Voetov (22 november 1971), voetbaldoelman
- Antonio Voetov (6 juni 1996), voetballer

Bestuurlijk centrum: Vratsa
 Borovan · Bjala Slatina  · Chaïredin  ·  Kozlodoeï · Krivodol · Mezdra  · Mizija  ·  Orjachovo · Roman · Vratsa